# Oscil·lador de van der Pol

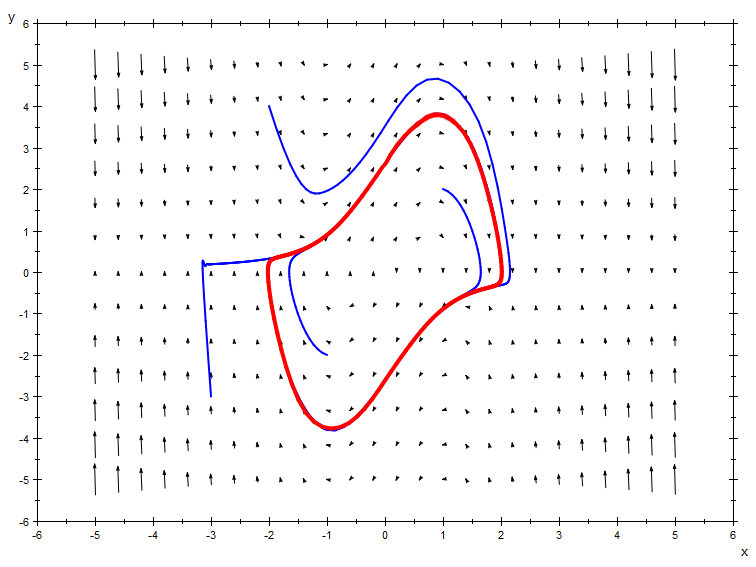
Retrat de fases d'un oscil·lador de van der Pol no forçat.

Evolució del cicle límit en el pla de fases.

En l'àmbit dels sistemes dinàmics, l'oscil·lador de van der Pol és un oscil·lador amb amortiment no lineal. La seva evolució temporal obeeix l'equació diferencial de segon ordre:
{\displaystyle {d^{2}x \over dt^{2}}-\mu (1-x^{2}){dx \over dt}+x=0}
en què x és la posició, funció del temps t, i μ és un paràmetre escalar que incorpora la no linealitat i l'amortiment.

## Història
L'oscil·lador de van der Pol va ser descrit per l'enginyer i físic Balthasar van der Pol mentre treballava a la casa Philips. Van der Pol va trobar oscil·lacions estables, que va anomenar oscil·lacions de relaxació, conegudes en l'actualitat com cicles límit, en circuits que usaven vàlvules de buit. Quan aquests circuits es fan funcionar a prop del cicle límit entren en acoblament i el senyal entra en fase amb el corrent. Van der Pol i la seva companya, van der Mark, van informar en la data de setembre de 1927 de Nature que, per a determinades freqüències, apareixia un soroll irregular, sempre a prop de les freqüències d'acoblament. Va ser un dels primers descobriments experimentals de la Teoria del caos.
L'equació de van der Pol té una llarga història en física i biologia. Per exemple, en biologia, Fitzhugh i Nagumo van aplicar l'equació a un camp bidimensional en el model de Fitzhugh-Nagumo per descriure el potencial d'acció de les neurones. També s'ha usat en sismologia per modelar el comportament de dues plaques en una falla.

## Forma bidimensional
El teorema de Liénard demostra que el sistema té un cicle límit. Aplicant la transformació de Liénard {\displaystyle i=x-x^{3}/3-{\dot {x}}/\mu }, en què el '.' indica derivada, l'equació es pot escriure en forma bidimensional:
{\displaystyle {\dot {x}}=\mu \left(x-{\frac {1}{3}}x^{3}-i\right)}
{\displaystyle {\dot {i}}={\frac {1}{\mu }}x.}

## Resultats de l'oscil·lador no forçat

Oscil·lador de van der Pol sense excitació externa. El paràmetre d'amortiment no lineal és μ = 5.

Hi ha dos règims de funcionament interessants per a l'oscil·lador no forçat:
- Quan  μ  = 0, no hi ha esmorteïment, i l'equació queda:

{\displaystyle {d^{2}x \over dt^{2}}+x=0.}
És la fórmula de l'oscil·lador harmònic simple sense pèrdua d'energia.
- Quan  μ > 0, el sistema arribarà a un cicle límit, en el qual es conservarà l'energia. A prop de l'origen  x  =  dx / dt  = 0 el sistema és inestable, i lluny de l'origen hi ha amortiment.

## L'oscil·lador de van der Pol forçat

Comportament caòtic en l'oscil·lador de van der Pol amb excitació sinusoidal. μ = 8.53, mentre que l'excitació externa té amplitud A = 1.2 i freqüència angular ω = 2π/10.

Utilitzant una font d'excitació sinusoidal A·sin(ωt) l'equació diferencial queda:
{\displaystyle {D^{2}x \over dt^{2}}-\mu (1-x^{2}){dx \over dt}+xA\sin(\omega t)=0,}
en què A és l'amplitud de l'equació d'ona i ω la seva velocitat angular.

## Enllaços ecternos
- Oscil·lador de van der Pol oscillator en Scholarpedia
- Oscil·lador de Van Der Pol oscillator interactiu
- There 's No Quiet Without Noise, New York Times